# Кальмаєва Людмила Михайлівна
Кальмаєва Людмила Михайлівна (біл. Кальмаева Людміла Міхайлаўна; 3 серпня 1946, Мінськ, БРСР, СРСР — 11 серпня 2022) — білоруська художниця. З 1992 року живе в містечку Арнемауден в Нідерландах (провінція Зеландія), регулярно виставляє свої твори у Білорусі.

## Життєпис
Людмила Михайлівна Кальмаєва народилася 1946 року в Мінську. До 1968 року навчалася в Білоруському державному театрально-мистецькому інституті, 1973 року закінчила Державний інститут мистецтв Естонської РСР, отримала диплом графікині. До 1992 року працювала викладачем Білоруського державного театрально-мистецького інституту.
З 1992 року і по сьогоднішній день[уточнити] живе і працює в Нідерландах.
Член білоруської спілки художників з 1980 року.

## Творчість

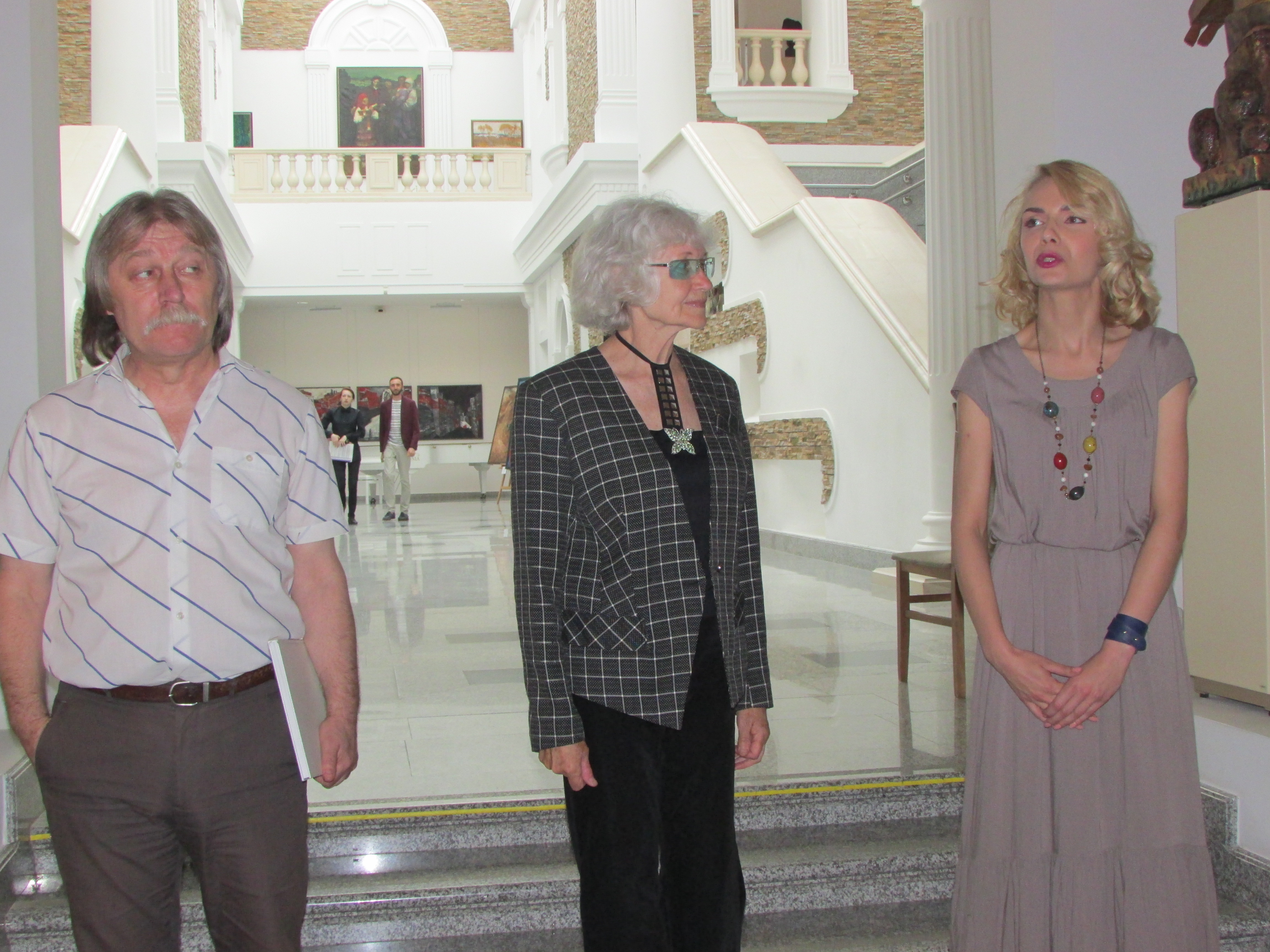
На відкритті персональної виставки Людмили Кальмаєвої в Національному художньому музеї РБ. Зліва направо художники Григорій Ситниця, Людмила Кальмаєва, заступниця директора з наукової роботи музею Наталія Селицька. Мінськ, 23 червня 2016 р. Фото Євгена Ксеневича.

Людмила Кальмаєва увійшла в історію білоруського мистецтва як графікиня, художниця-плакатистка, авторка іронічних постмодерністських проєктів.
Працює в галузі плакату, станкової графіки, скульптури і живопису. Міжнародну популярність завоювала завдяки плакатам для театрів і видовищ.
Твори «Свічка» (олівець, папір, гуаш), «Жертви» (олівець, папір), «Оголені фігури в русі» (олівець, папір, 3 аркуші), «Натюрморт» (олівець, папір, акварель), «Хлопчик» (олівець, папір), «Дівчинка» (олівець, папір) були виставлені у квітні 1991 року на аукціоні виставки досягнень народного господарства Білоруської РСР (аукціон творів образотворчого мистецтва) у Мінську.

### Роботи в зібраннях
Твори Кальмаєвої знаходяться в Національному художньому музеї Білорусі, фондах Білоруської спілки художників, Національному музеї плаката у Вілянуві (Варшава), Музеї плаката в Канаґаві (Японія), приватних зібраннях в Нідерландах, Німеччині, Франції, США, Мексиці.

### Виставки
Роботи Людмили Кальмаєвої експонувалися на численних міжнародних виставках графіки, плаката: у Польщі, Фінляндії, Чехословаччині, Японії, Сирії, Австралії, Франції та інших країнах.
- 2016 — Персональна виставка «Сфера людського. Живопис і графіка Людмили Кальмаєвої». Національний художній музей Білорусі, Мінськ.
- 2013 — Exhibition «Portraits of the residents of the old peoples house Scheldehof».
- 2011 — Групова виставка «Білоруські художники в світі». Національний художній музей Республіки Білорусь, Мінськ.
- 2011 — Виставка «Діалоги» і «казки» Людмили Кальмаєвої. [Архівовано 25 березня 2020 у Wayback Machine.] Музей сучасного мистецтва в Мінську[be], 2011 рік.
- 2009 — Фестиваль Дах-9 у Мінську, 11 жовтня 2009 року.
- 2009 — Проєкт Freedom4all, Нідерланди
- 2005 — Гендерний маршрут: фестиваль ідей про «стать» — експериментальний проєкт, Мінськ.
- 1991 — Виставка досягнень народного господарства Білоруської РСР, квітень 1991 року, аукціон творів образотворчого мистецтва, Мінськ.